# Chabeřice
Chabeřice (německy Chaberschitz) jsou obec v okrese Kutná Hora ve Středočeském kraji asi 2 km severozápadně od města Zruč nad Sázavou. Mají 278 obyvatel a jejich katastrální území zabírá 795,69 ha. Mají čtyři místní části – Brandýs, Čížov, Holšice a Chabeřice.
Severně od vsi Chabeřice a východně od vsi Brandýs se nachází kopec Jordán (476 m n. m.). Chabeřicemi protéká také potůček Jordán, který na tomto kopci pramení.

## Historie
První zmínku o obci nalezneme v historických pramenech v roce 1092.

### Územněsprávní začlenění
Dějiny územněsprávního začleňování zahrnují období od roku 1850 do současnosti. V chronologickém přehledu je uvedena územně administrativní příslušnost obce v roce, kdy ke změně došlo:
- 1850 země česká, kraj Pardubice, politický okres Kolín, soudní okres Uhlířské Janovice[4]
- 1855 země česká, kraj Čáslav, soudní okres Uhlířské Janovice
- 1868 země česká, politický okres Kutná Hora, soudní okres Uhlířské Janovice
- 1939 země česká, Oberlandrat Kolín, politický okres Kutná Hora, soudní okres Uhlířské Janovice[5]
- 1942 země česká, Oberlandrat Praha, politický okres Kutná Hora, soudní okres Uhlířské Janovice[6]
- 1945 země česká, správní okres Kutná Hora, soudní okres Uhlířské Janovice[7]
- 1949 Jihlavský kraj, okres Ledeč nad Sázavou [8]
- 1960 Středočeský kraj, okres Kutná Hora
- 2003 Středočeský kraj, obec s rozšířenou působností Kutná Hora

### Rok 1932
V obci Chabeřice (přísl. Brandýs, Čížov, Holšice, 700 obyvatel) byly v roce 1932 evidovány tyto živnosti a obchody: 4 hostince, kovář, 2 krejčí, malíř pokojů, mlýn, 2 obuvníci, 2 obchody se smíšeným zbožím, pekař, pokrývač, spořitelní a záložní spolek pro Holšice, 2 tesařští mistři, truhlář.

## Památky
- kaplička Nejsvětější Trojice

## Doprava
Dopravní síť
- Pozemní komunikace – Do obce vedou silnice III. třídy. Ve vzdálenosti 2 km leží Zruč nad Sázavou, kde lze najet na silnice II. třídy.

- Železnice – Obcí vede železniční trať 212 Čerčany – Světlá nad Sázavou. Jedná se o jednokolejnou regionální trať se železničními zastávkami Chabeřice a Čížov, zahájení dopravy v úseku trati mezi Kácovem a Světlou nad Sázavou bylo roku 1903.

- Letiště – Na území obce se rozkládá neveřejná plocha pro ultralehká letadla.[10]

Veřejná doprava 2011
- Autobusová doprava – Obcí vedly autobusové linky z Chabeřic do Kácova (v pracovní dny 1 spoj) a okružní linka ze Zruče nad Sázavou (v pracovní dny 1 spoj) (dopravce Veolia Transport Východní Čechy, a. s.).

- Železniční doprava – Tratí 212 jezdilo v pracovní dny 12 párů osobních vlaků, o víkendu 9 párů osobních vlaků.

## Galerie

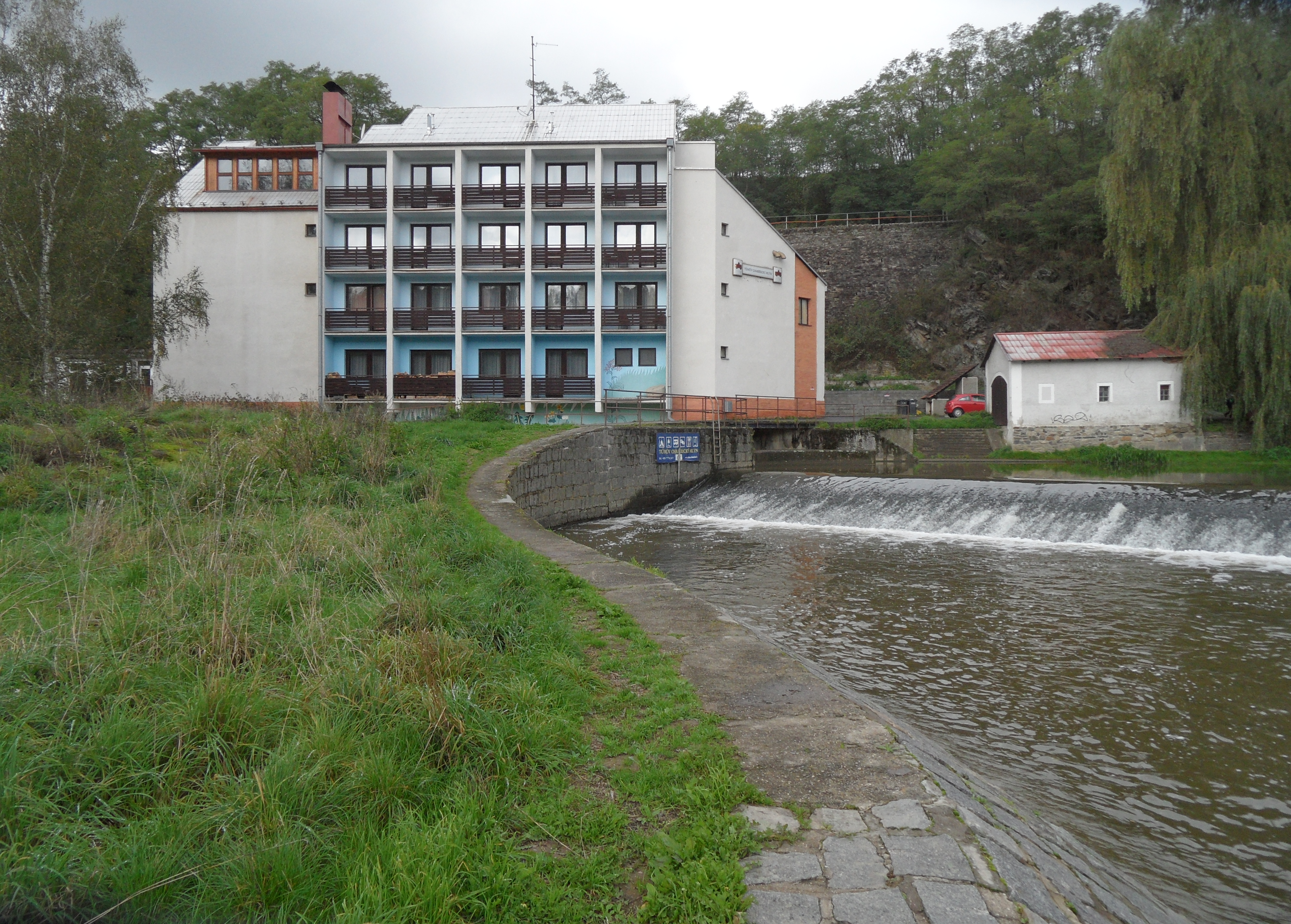
Bývalý Chabeřický mlýn
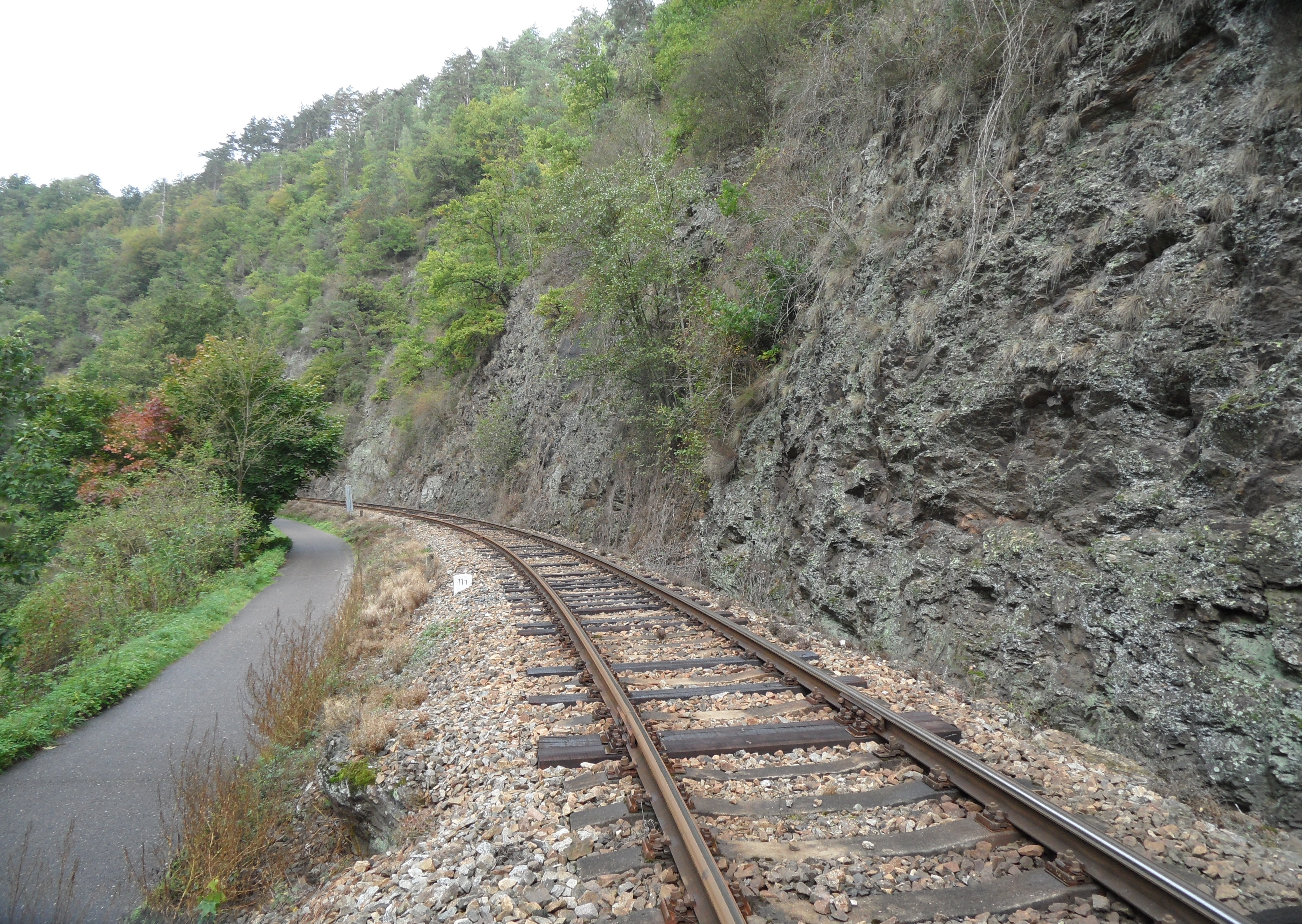
Železnice pod Chabeřickými skálami
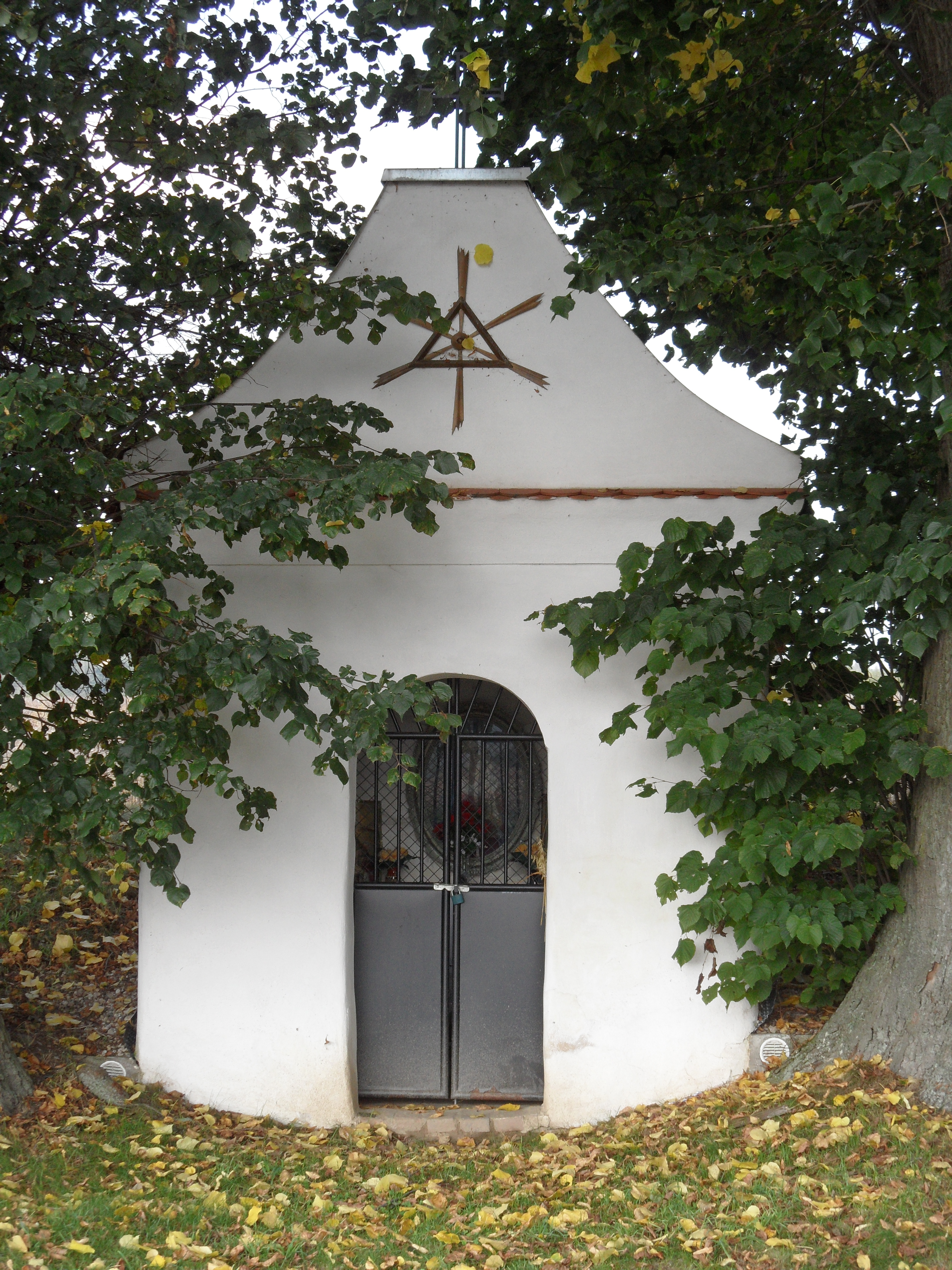
Kaplička Nejsvětější Trojice
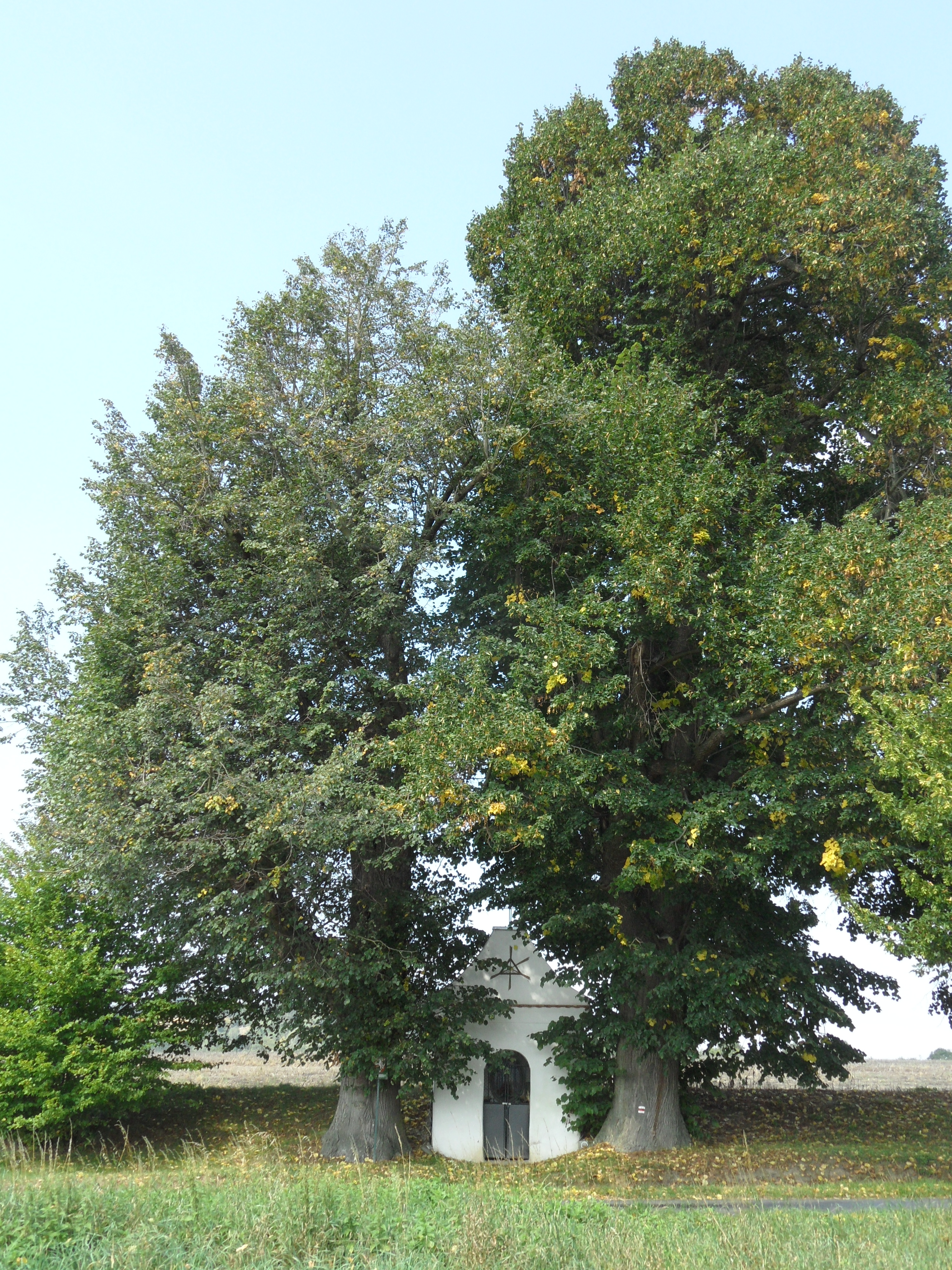
Památné stromy u kapličky
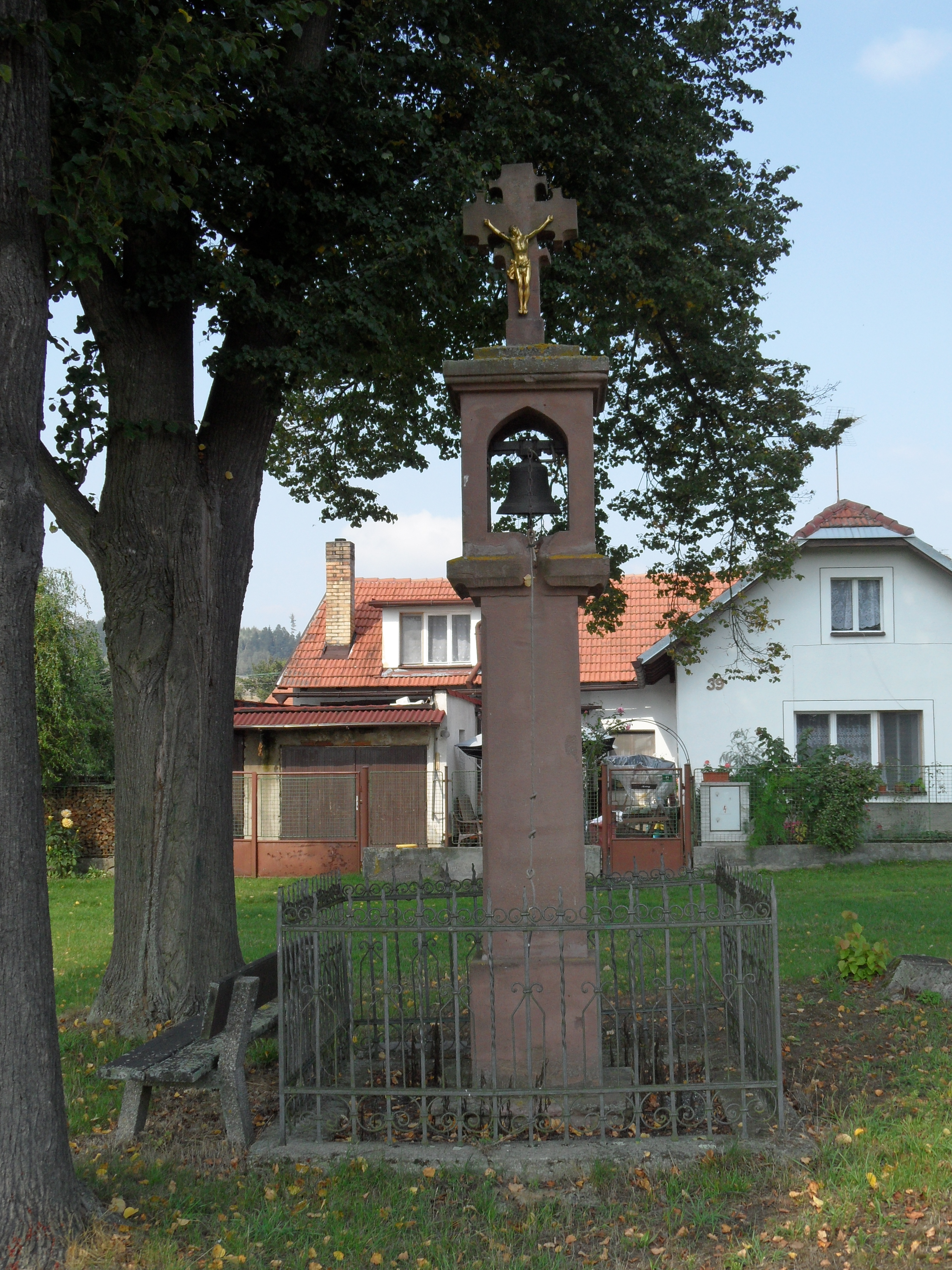
Zvonička
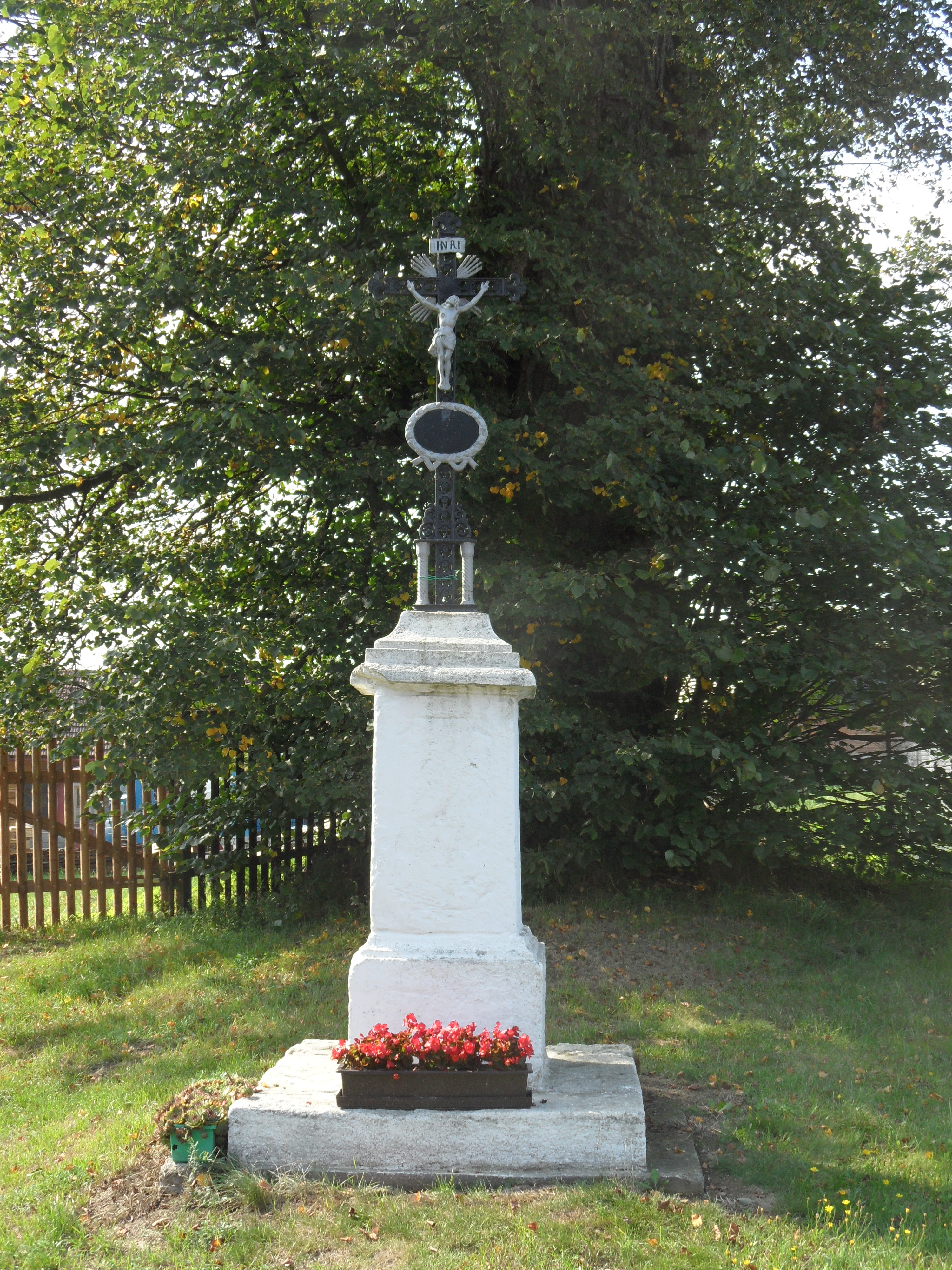
Křížek